# Juncus emmanuelis
El junco (Juncus emmnuelis) es una herbácea de la familia de las juncáceas.

## Descripción
Hierba perenne con rizoma estolonífero normalmente con tubérculos. Tallos de hasta 50 cm, con 2-3 hojas basales reducidas a una vaina membranosa y 2-4 hojas caulinares alternas. Hojas caulinares con una vaina con dos aurículas y un limbo tabicado transversalmente (septado).  Flores hermafroditas, actinomorfas, trímeras dispuestas en una panícula muy laxa con (2-) 3-8 (-12) glomérulos hemiesféricos o esféricos de (3) 5-20 flores, sin bracteolas en su base. Perianto con seis piezas sepaloideas (tépalos) de 4,5-6 mm, lanceoladas, agudas, en dos verticilos de 3 piezas; las externas tan largas o algo más largas que las internas. Androceo con 6 estambres más cortos que los tépalos. Ovario súpero con 3 carpelos y una sola cavidad. Fruto seco en cápsula de 4-6 mm, tan larga o ligeramente más  corta que el perianto, ovoideo-piramidal, con numerosas semillas, abriéndose por 3 valvas. Florece y fructifica en primavera.

## Distribución y hábitat
Endemismo ibérico (suroeste de la península ibérica). Habita en bordes de caños y lagunas, cubetas de lagunas temporales.

## Taxonomía
Juncus emmanuelis fue descrita por A.Fern. & J.G.García y publicado en Boletim da Sociedade Broteriana II, 21: 6. 1947.
Etimología
Juncus: nombre genérico que deriva del nombre clásico latino de jungere = , "para unir o vincular", debido a que los tallos se utilizan para unir o entrelazar".
emmanuelis: epíteto
Sinonimia
- Juncus emmanuelis var. inflatifolius A.Fern. & J.G.García	[5]